# Die Junggesellenparty
Die Junggesellenparty (Originaltitel: The Bachelor Party)  ist ein US-amerikanischer Kinofilm aus dem Jahre 1957 von Delbert Mann nach einer Vorlage von Paddy Chayefsky.

## Handlung
Der junge Buchhalter Charlie Samson ist bestrebt, etwas aus seinem Leben zu machen. Er besucht die Abendschule, um sich fortzubilden und infolgedessen auf der Karriereleiter aufzusteigen. Eines Tages erfährt er von seiner Frau Helen, dass sie ein Kind erwartet. Charlie und Helen leben ein genügsames Leben und können sich keine großen Sprünge leisten. Jetzt, wo Helen schwanger ist, werden sich beide noch mehr einschränken müssen. Und so ist Charlie ziemlich bedrückter Stimmung, als er eines Abends zur Junggesellenparty seines Kollegen Arnold Craig aufbricht. Craig will am nächsten Tag heiraten, und Charlie soll sein Trauzeuge sein.
Die fünf Männer sitzen bei reichlich Alkohol zusammen und schwadronieren über vergangene Zeiten, über Erlebnisse im Krieg, und versuchen einander vorzumachen, wie weit sie es im Leben gebracht haben und was für tolle, erfolgreiche und ganze Kerle sie sind. Doch die aufgetischten Lebenslügen bröckeln nur allzu schnell. Keiner von den Männern mittleren Alters ist wirklich zufrieden mit seinem Leben, und so endet der Abend in einem ordentlichen Katzenjammer. Charlie will aus den gewonnenen Erkenntnissen Konsequenzen ziehen und aus seinem bisherigen Leben ausbrechen.
Die Männer beschließen, anschließend auf Kneipentour zu gehen, wo Charlie mit einem Mädchen anbandelt, das so gänzlich anders ist als seine Helen. Er ist einer Affäre mit dieser faszinierenden Existenzialistin nicht abgeneigt. Der Zug um die Häuser verändert schließlich das Leben aller fünf Kollegen. Arnold, der betrunkene Ehemann in spe, beginnt mit jedem Glas Alkohol mehr an seiner Entscheidung, am folgenden Tag zu heiraten, zu zweifeln. Der seine Unabhängigkeit provozierend vorlebende, in Wirklichkeit aber vereinsamte Kumpel Eddie flirtet ebenso hemmungs- wie hoffnungslos, sogar mit unattraktiven Frauen. Für Charlie selbst ist diese Nacht eine Nacht der tiefgehenden Erkenntnisse. Er beginnt die Zweifel und den Frust des letzten Abends zu relativieren und erkennt, dass sein bisheriges Leben doch gar nicht so schlecht war, wie er bislang glaubte. Und er weiß jetzt sicher, dass er seine Frau liebt. Das Kind, das Helen und er erwarten, wird seinem Leben einen neuen Sinn geben.

## Produktionsnotizen
Die Junggesellenparty wurde am 10. April 1957 uraufgeführt. In Deutschland lief der Film noch im selben Jahr an.
Die Außenaufnahmen entstanden in New York City. Die Filmbauten stammen von Ted Haworth, die Ausstattung von Edward G. Boyle. Die Kostüme entwarf Mary Grant. Chayefsky übernahm auch die Produktionsleitung des Films.
Carolyn Jones erhielt für ihre Leistung als Barbekanntschaft Charlie Samsons 1958 eine Oscarnominierung als Beste Nebendarstellerin.

## Kritik
Reclams Filmführer schrieb zu Die Junggesellenparty: „Obwohl Mann und Chayefsky für ihren Film Marty in Hollywood einen großen Erfolg hatten, kehrten sie doch zum Fernsehen zurück, wo sie gemeinsam das Fernsehspiel The bachelor party herausbrachten; und wieder verpflichtete Hollywood beide für eine Kinoversion des Spiels. The bachelor party ist härter und realistischer als Marty. Man sieht Männer, die vom Streß des Berufslebens strapaziert sind, die zuwenig Geld verdienen, die krank und frühzeitig verbraucht sind. Der Film zeigt, wie sie sich selbst täuschen wollen und wie der Katzenjammer sie hellsichtig macht.“
Das Lexikon des internationalen Films schreibt: „Brilliant inszenierte und gespielte psychologische und gesellschaftskritische Studie.“ In der Onlineversion wird der Satz allerdings relativiert mit der Aussage „die trotz angehängter Moral keine befriedigende Lebenshilfe zu bieten weiß“.
Kay Wenigers Das große Personenlexikon des Films nannte den Film eine „scharf beobachtende […] Sozialstudie“.